# İlhan Mansız
İlhan Mansız (Kempten, 1975. augusztus 10. –) világbajnoki bronzérmes török labdarúgó, csatár, edző.

## Pályafutása

### Klubcsapatban
1994–95-ben a német 1. FC Köln második csapatában kezdte profi pályafutását. 1995–96-ban a Gençlerbirliği, 1996–97-ben a német Türkgücü München, 1997–98-ban a Kuşadasıspor, 1998 és 2001 között a Samsunspor, 2001 és 2004 között a Beşiktaş, 2004-ben a japán Vissel Kobe, 2005-ben a német Hertha második csapatának a játékosa volt. 2005–06-ban a Ankaragücü együttesében fejezte be az aktív játékot. Tagja volt a Beşiktaş 2002–03-as bajnokcsapatának.

### A válogatottban
2001 és 2003 között 21 alkalommal szerepelt a török válogatottban és hét gólt szerzett. Tagja volt a 2002-es világbajnokságon bronzérmes csapatnak.

### Edzőként
2018–19-ben a Beşiktaş csapatánál segédedzőként tevékenykedett.

## Magánélete
Az NSZK-beli Kempten született krími tatár származású török vendégmunkás családba.

## Sikerei, díjai
Törökország
- Világbajnokság
  - bronzérmes: 2002

 Beşiktaş
- Török bajnokság
  - bajnok: 2002–03
  - gólkirály: 2001–02 (21 gól, Arif Erdemmel holtversenyben)